# Dariusz Brytan
Dariusz Brytan, född 16 april 1967 i Wrocław, är en polsk före detta fotbollsspelare och numera fotbollstränare. Han startade sin karriär i Metalowiec Janow Lubelski innan han spelade för Polonia Gdansk och Motor Lubin och flera andra klubbar. Han startade sin nya karriär som tränare och styrelsemedlem 2004/05, som panelmedlem i en kommitté angående hälsa, utbildning, kultur och sport.